# 烏桕
烏桕（学名：Sapium sebiferum  (L.) Roxb.），又名烏槔、烏臼、鴉臼。俗稱木蠟樹、樁仔、瓊仔/橩仔樹等。

## 分布
在中国大陆，主要分布於黄河以南地区，北至陕西、甘肃。台灣、日本、越南、印度等地亦有分布。18世纪进入美国。

## 形态特徵
落葉喬木，高可达15公尺，无毛，具乳状汁，樹皮灰黑色，有縱裂。枝广展。葉互生，呈菱形、菱狀卵形，顶部具尖头，秋季時會轉為紅、橙、紫、褐、深綠或釉綠等色，甚至有可能一葉數色。花单性，雌雄同株，聚集成顶生总状花序，黃綠色細穗狀，在春季時吐出。蒴果綠色，梨状球形，成熟時黑色，並裂開為3瓣。種子則近圓形，外被白蠟質假種皮。

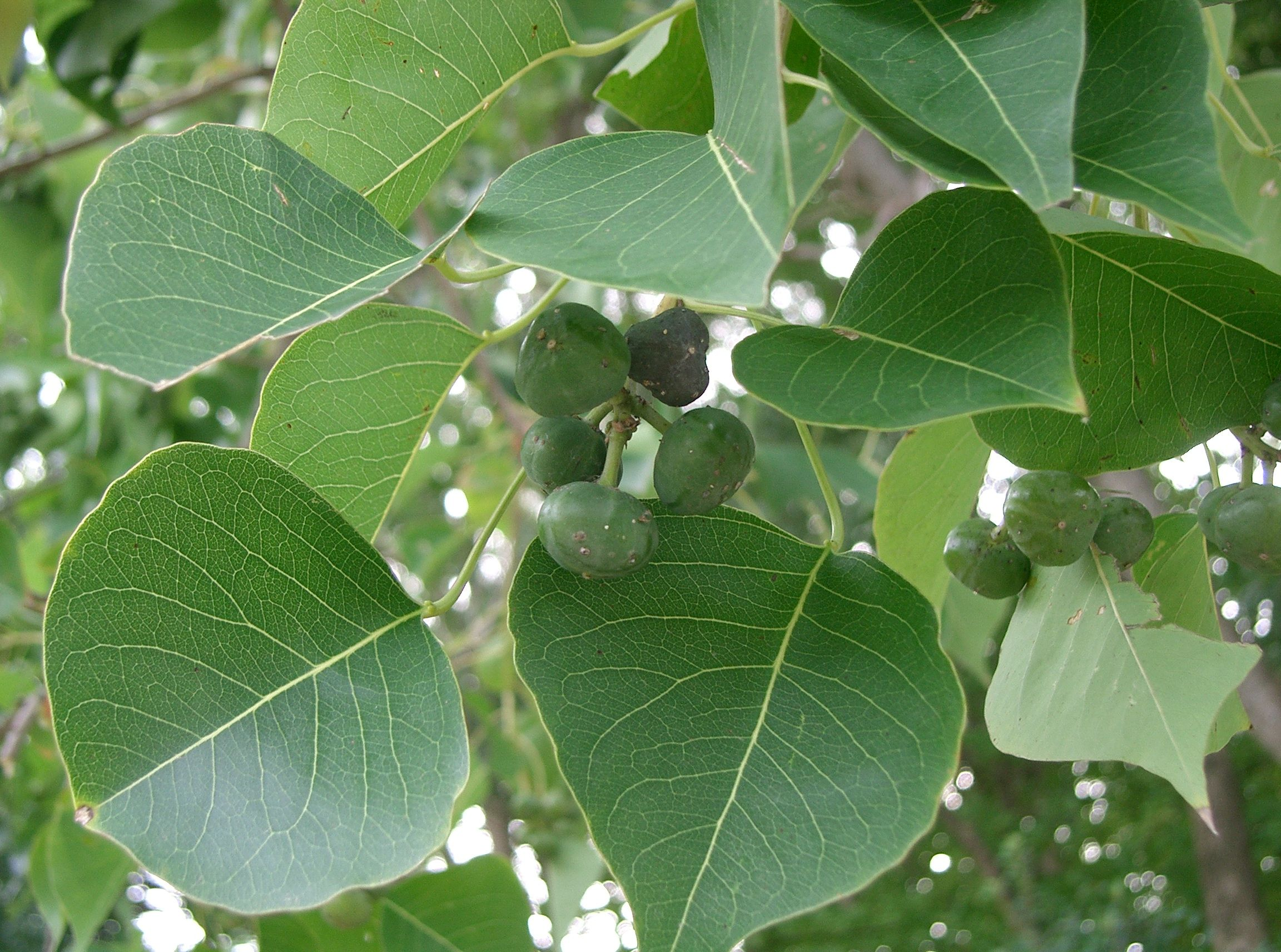
叶
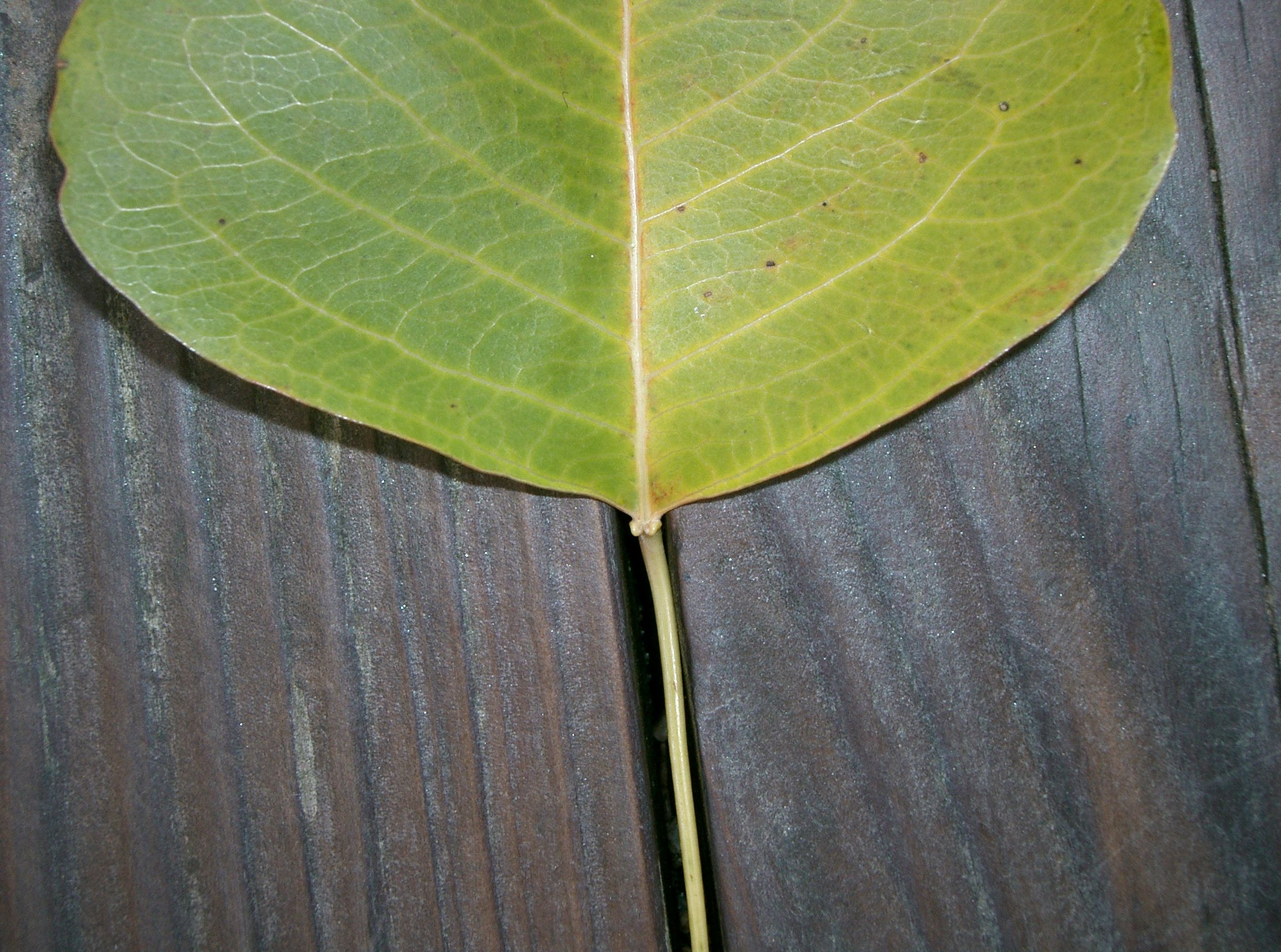
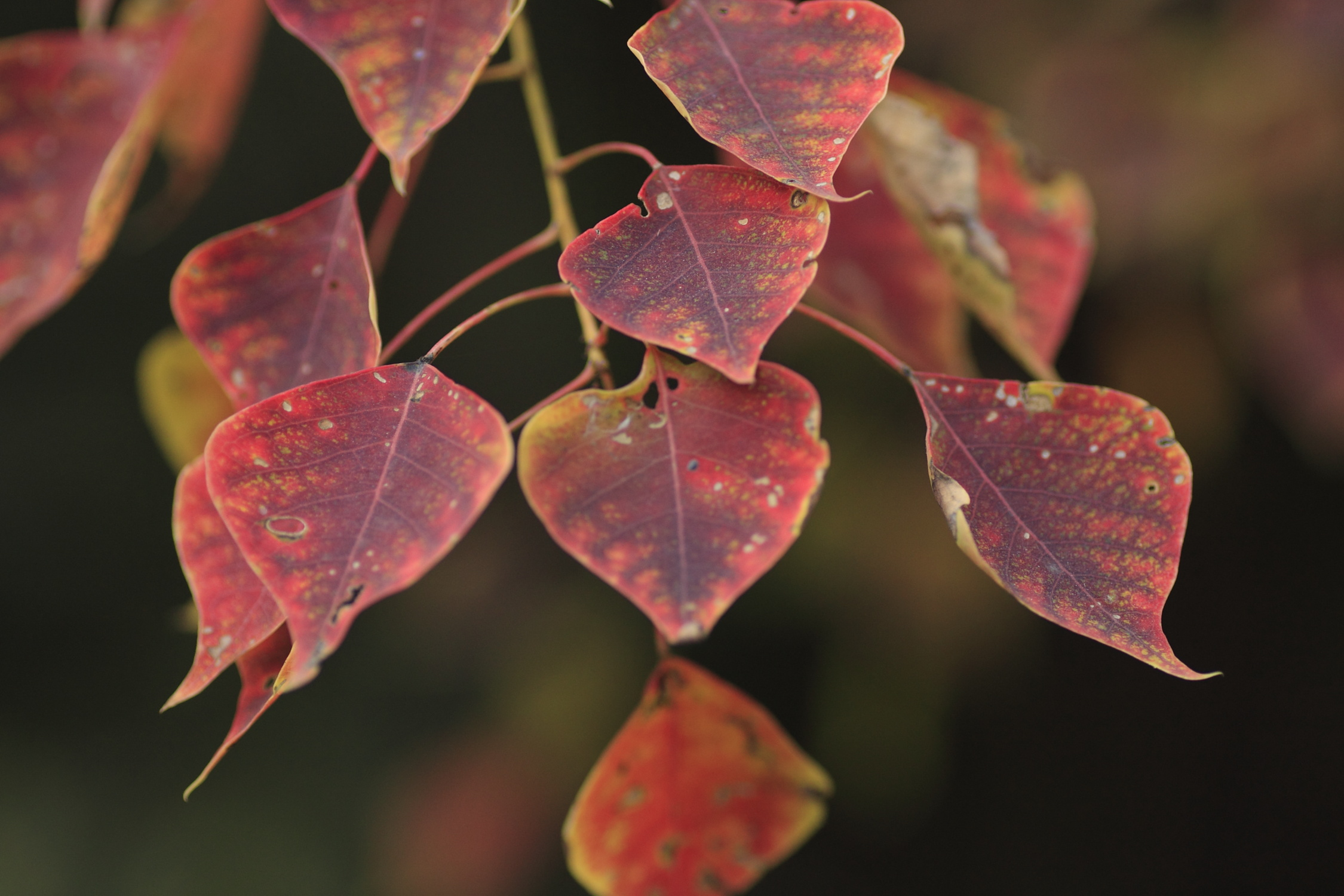
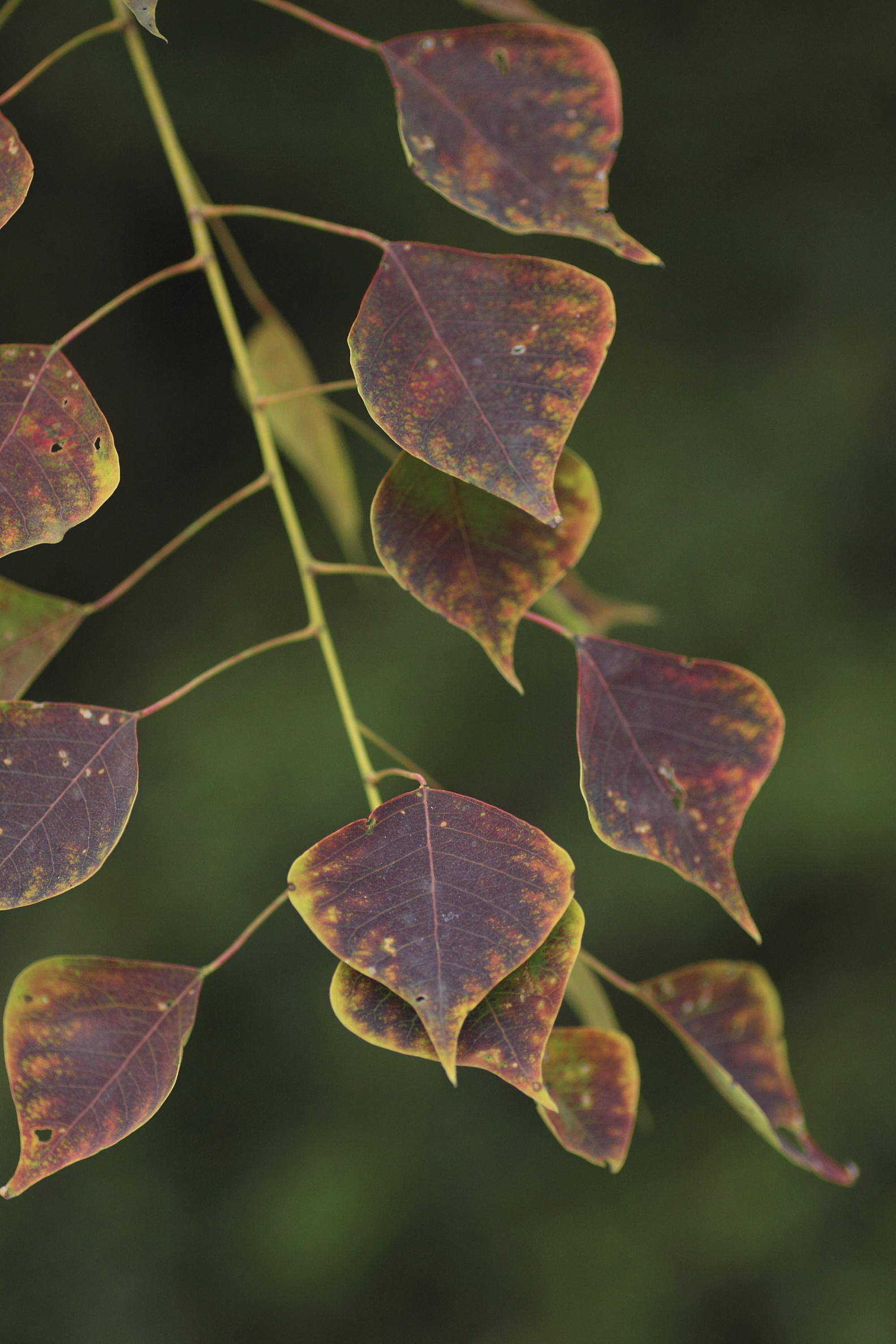
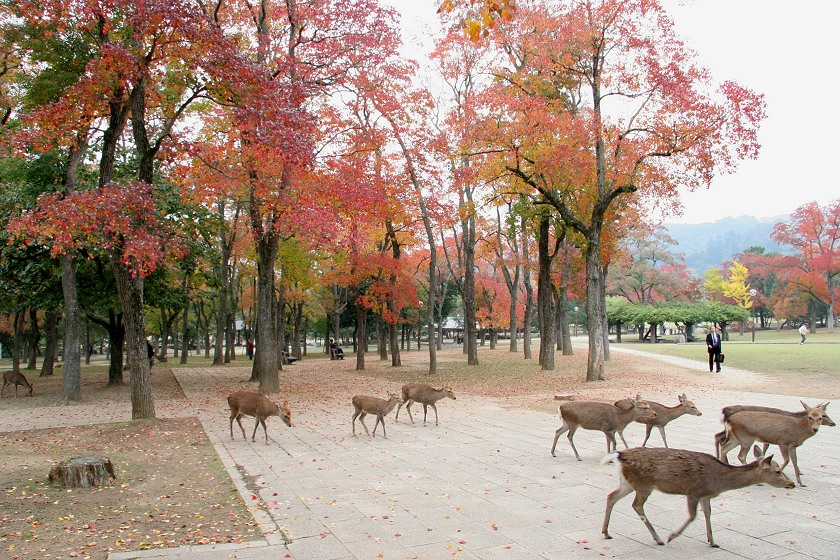
秋天红叶
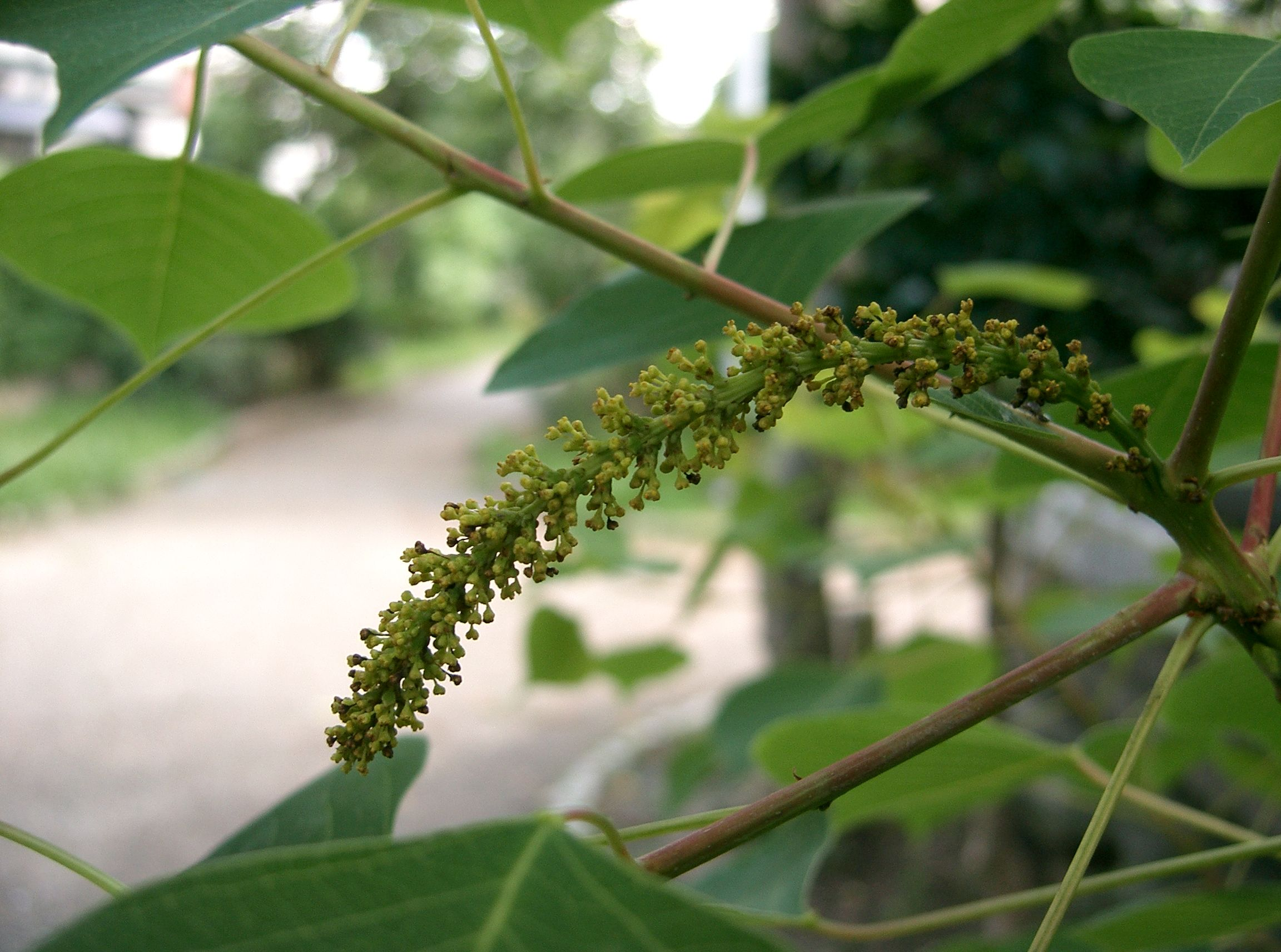
总状花序
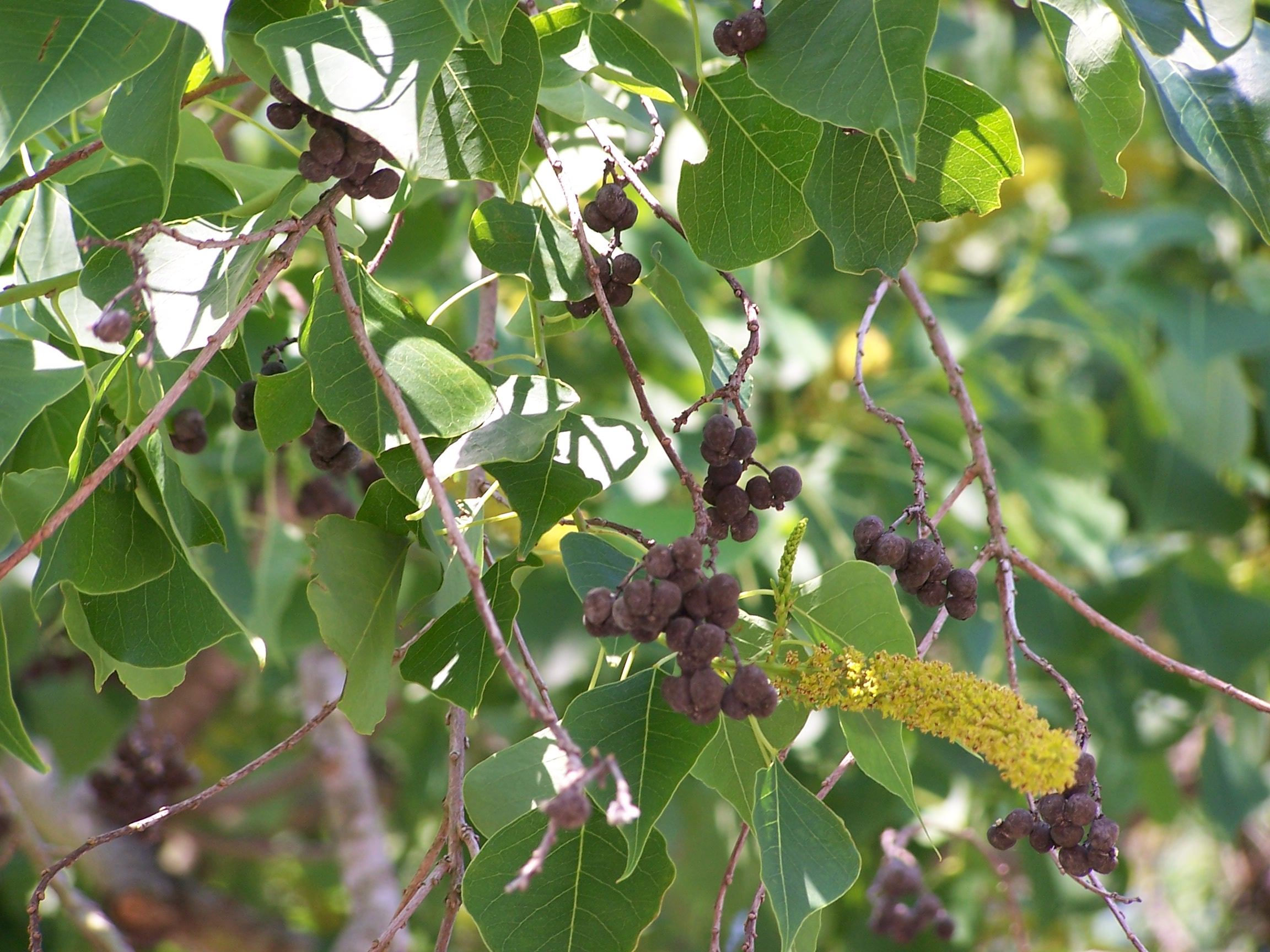
蒴果
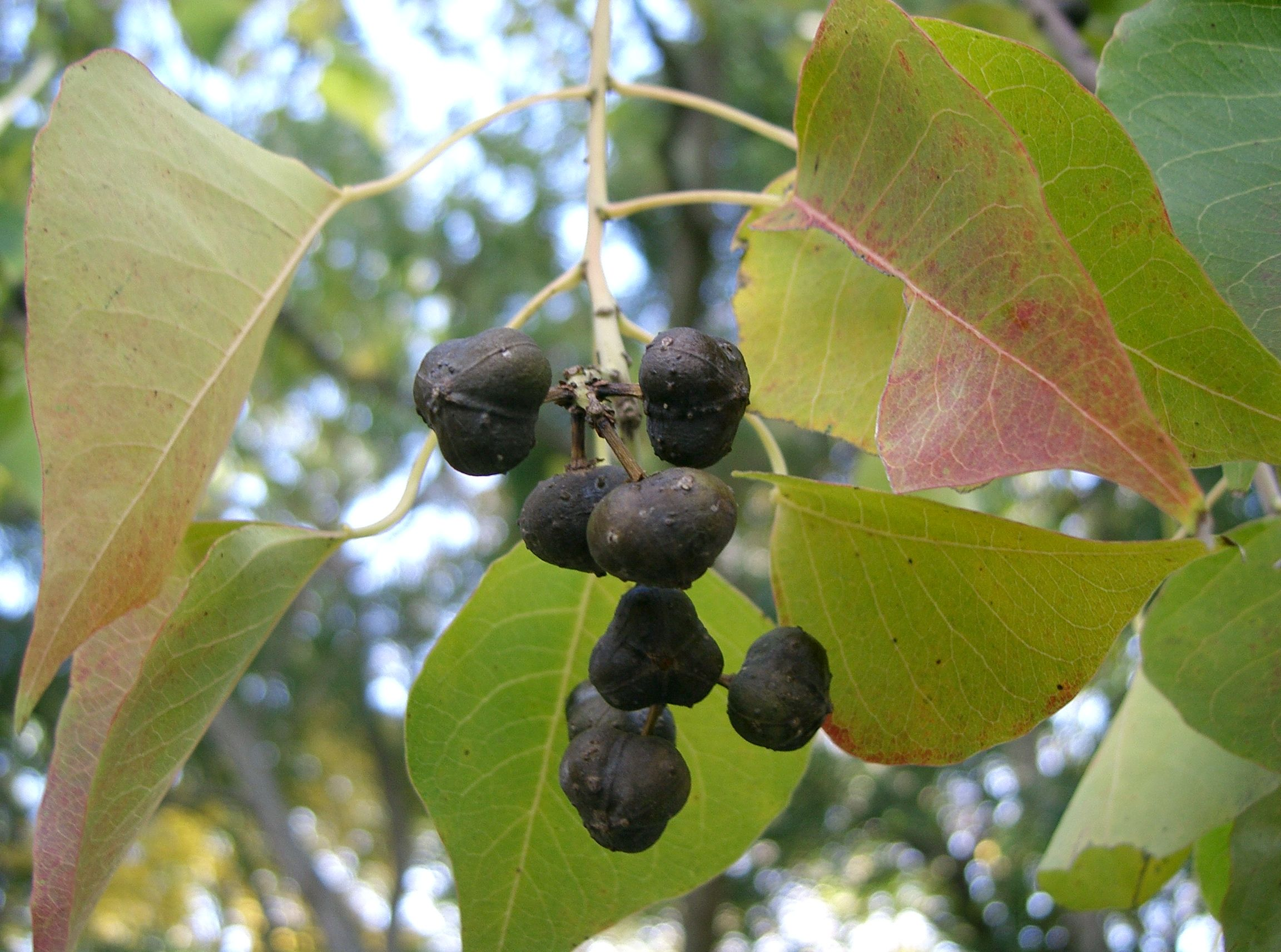
成熟果
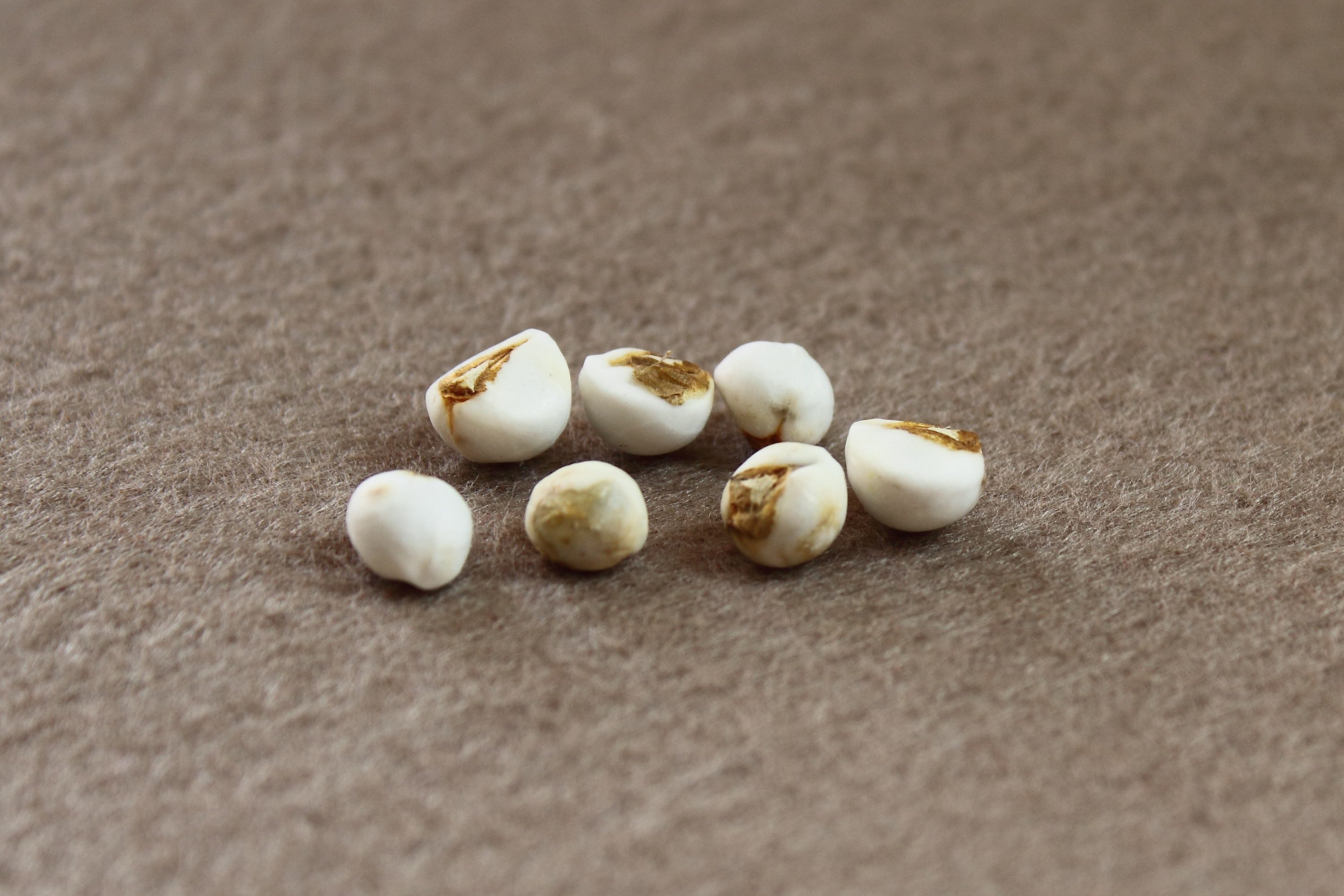
種子
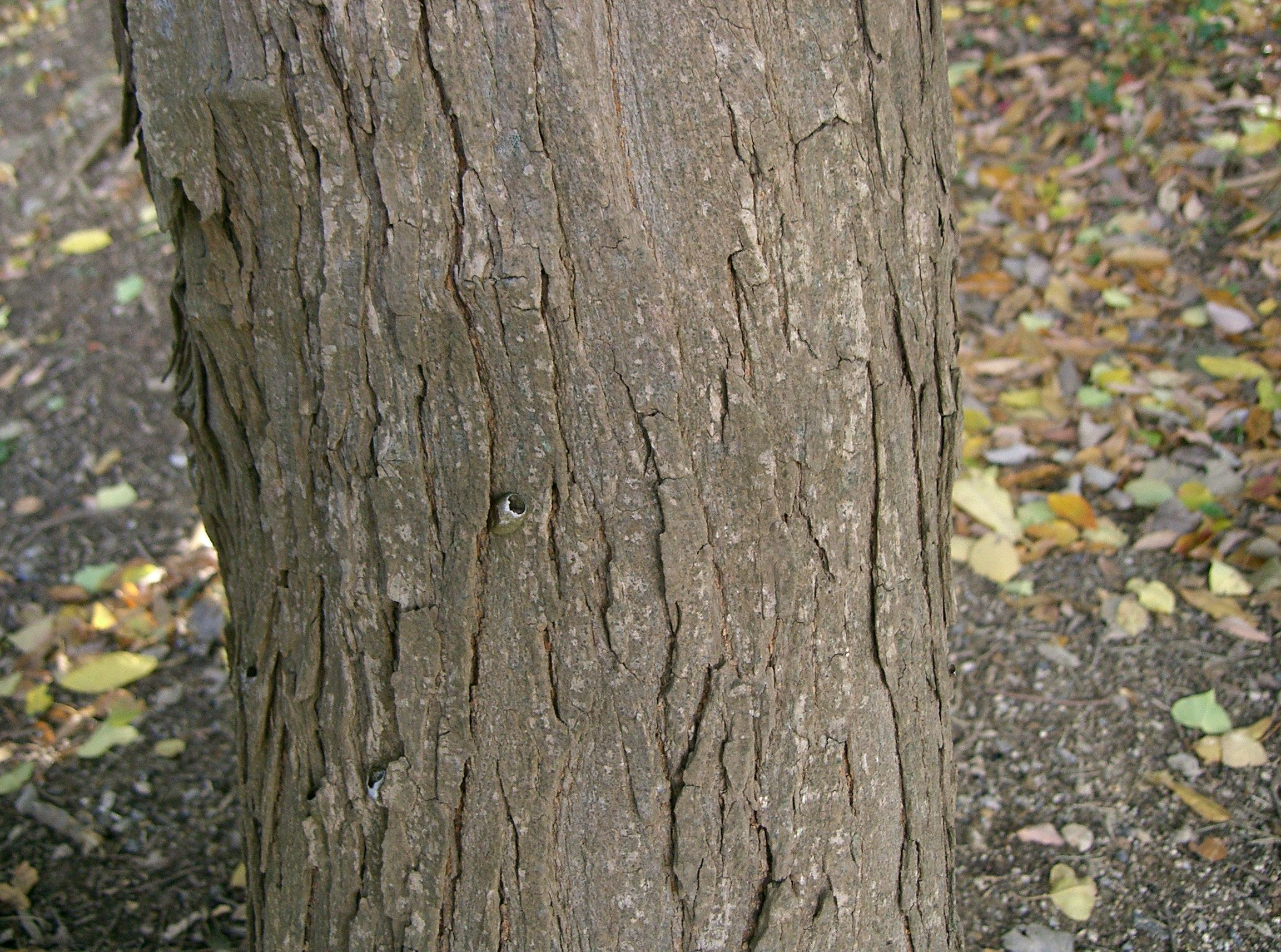
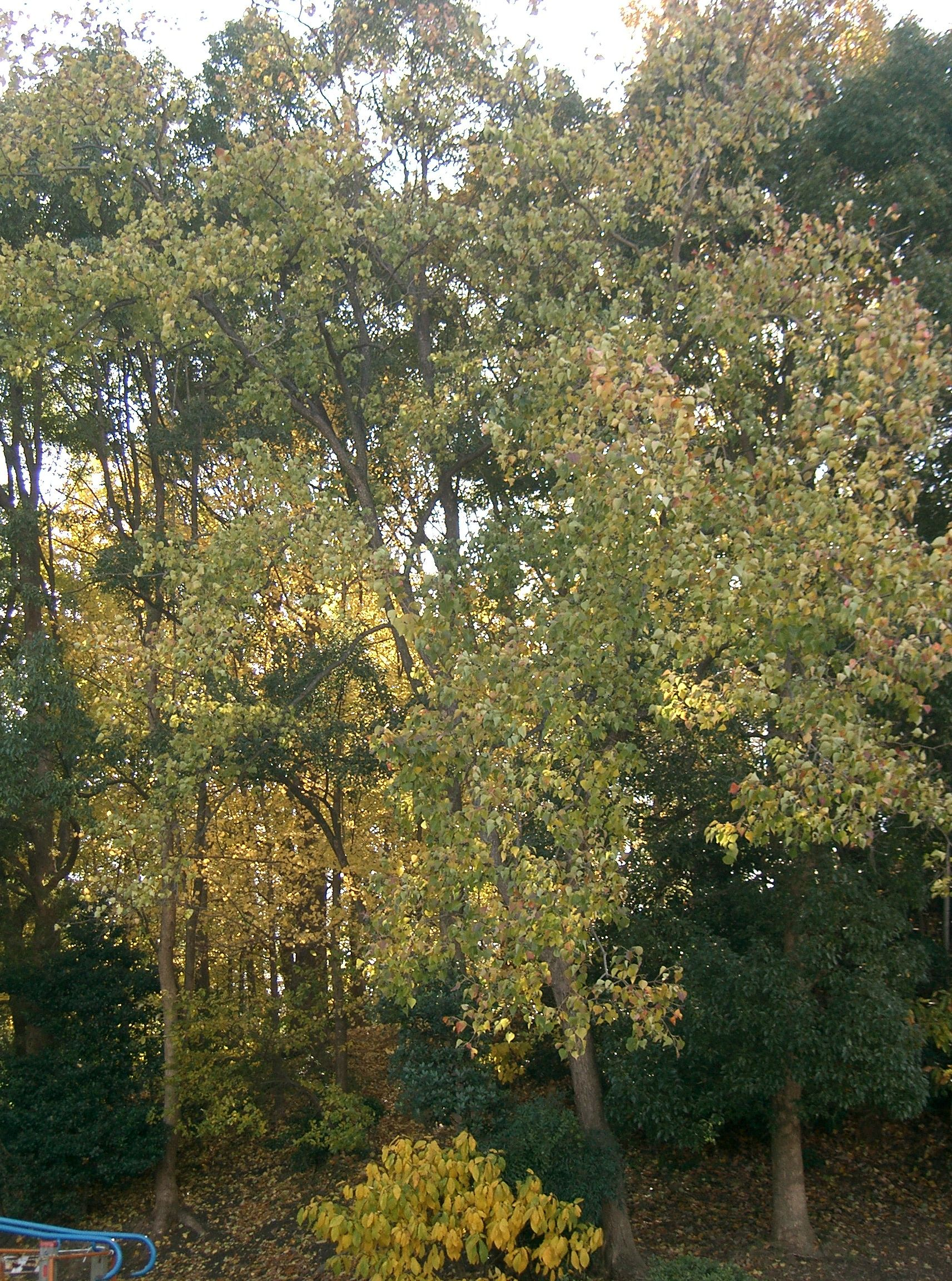

## 用途
中國將烏桕視為經濟作物而栽植已有千年歷史，主要因其種子外部含蠟，可為蠟燭。種子本身含油，作肥皂原料。而葉部亦可為中藥，民間有治蛇毒、消腹水的傳說。烏桕也可用作制度生質柴油。
由於秋季葉片能變色，目前常作為觀賞植物，在行道樹尤為常見。另外，烏桕木材密緻，易於加工，為家具及雕刻良品。烏桕種子所能提煉出的植物油可加工製造成生質柴油。

## 延伸阅读
[在维基数据编辑]
 《欽定古今圖書集成·博物彙編·草木典·烏臼部》，出自陈梦雷《古今圖書集成》
 《植物名實圖考·烏臼木》，出自吳其濬《植物名實圖考》